# (10369) Sinden
(10369) Sinden est un astéroïde de la ceinture principale.

## Description
(10369) Sinden est un astéroïde de la ceinture principale. Il fut découvert le 8 février 1995 à l'Observatoire de Siding Spring par David J. Asher. Il présente une orbite caractérisée par un demi-grand axe de 2,61 UA, une excentricité de 0,04 et une inclinaison de 28,5° par rapport à l'écliptique.

## Compléments